# Блокове висадження
Бло́кове ви́садження (рос. блоковое подрывание, англ. bulk blasting, companion blasting, нім. Blocksprengen) — одноразове підривання частини масиву уступу (кар'єру) при багаторядному розташуванні свердловинних зарядів.